# Франциска Римская
Франци́ска Ри́мская (Франческа, лат. Francisca, итал. Francesca Romana, урожденная Франческа Бусса де Леони, итал. Francesca Bussa de' Leoni, в замужестве — Понциани, Francesca Ponziani, 1384, Рим — 9 марта 1440, Рим) — католическая святая, монахиня, мистик, основательница Конгрегации бенедиктинок-облаток. Так называемые Облатки Франциски Римской насчитывали в 2009 году 13 монахинь и 1 обитель. Ей были даны видения ангельского мира, видела своего ангела-хранителя, была наделена даром исцеления и воскрешения умерших. В 1925 году Папа Пий XI объявил её покровительницей автомобилистов.

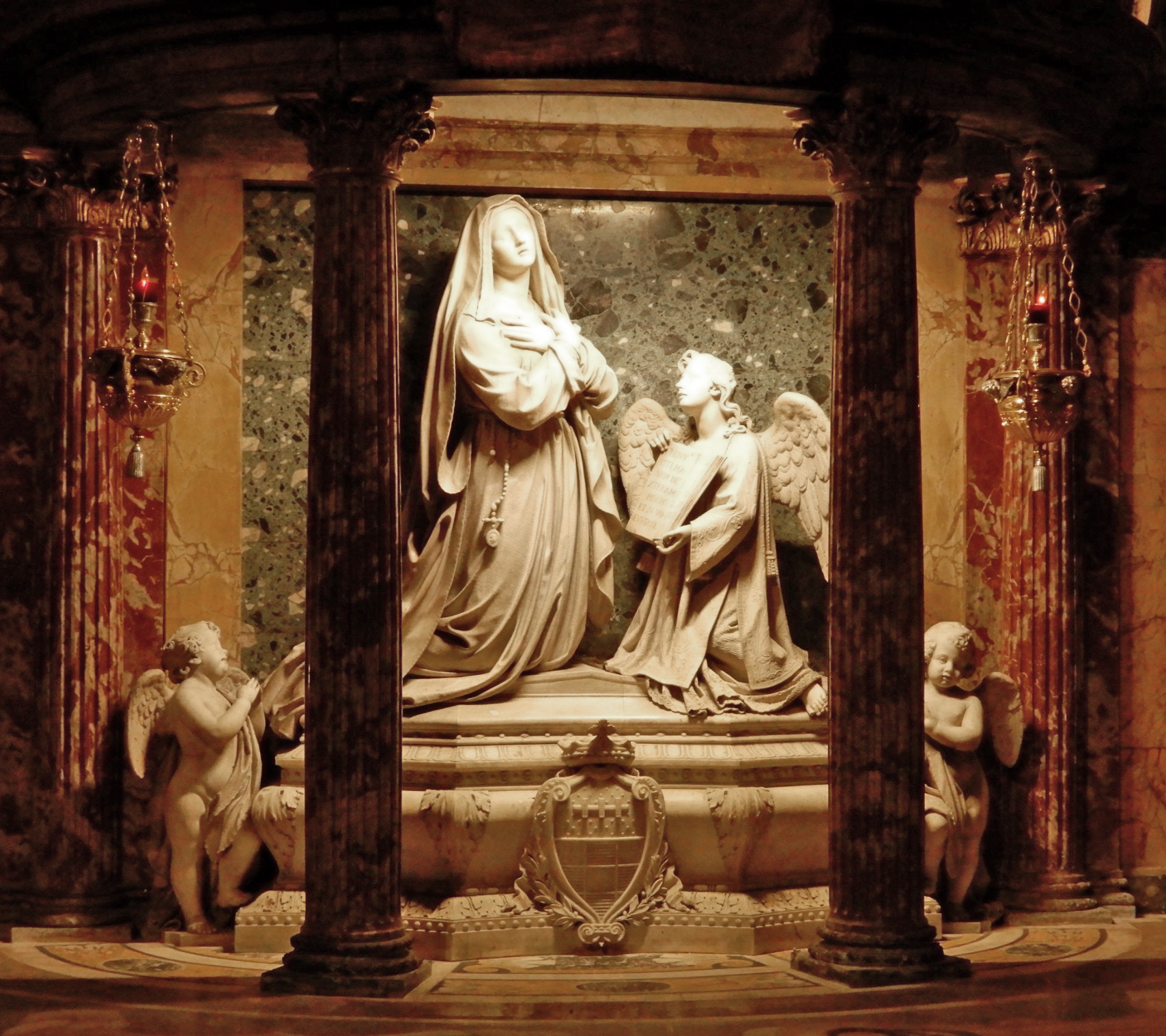
Джованни Лоренцо Бернини. Исповедь святой Франциски Римской. Алтарь церкви Санта-Франческа-Романа

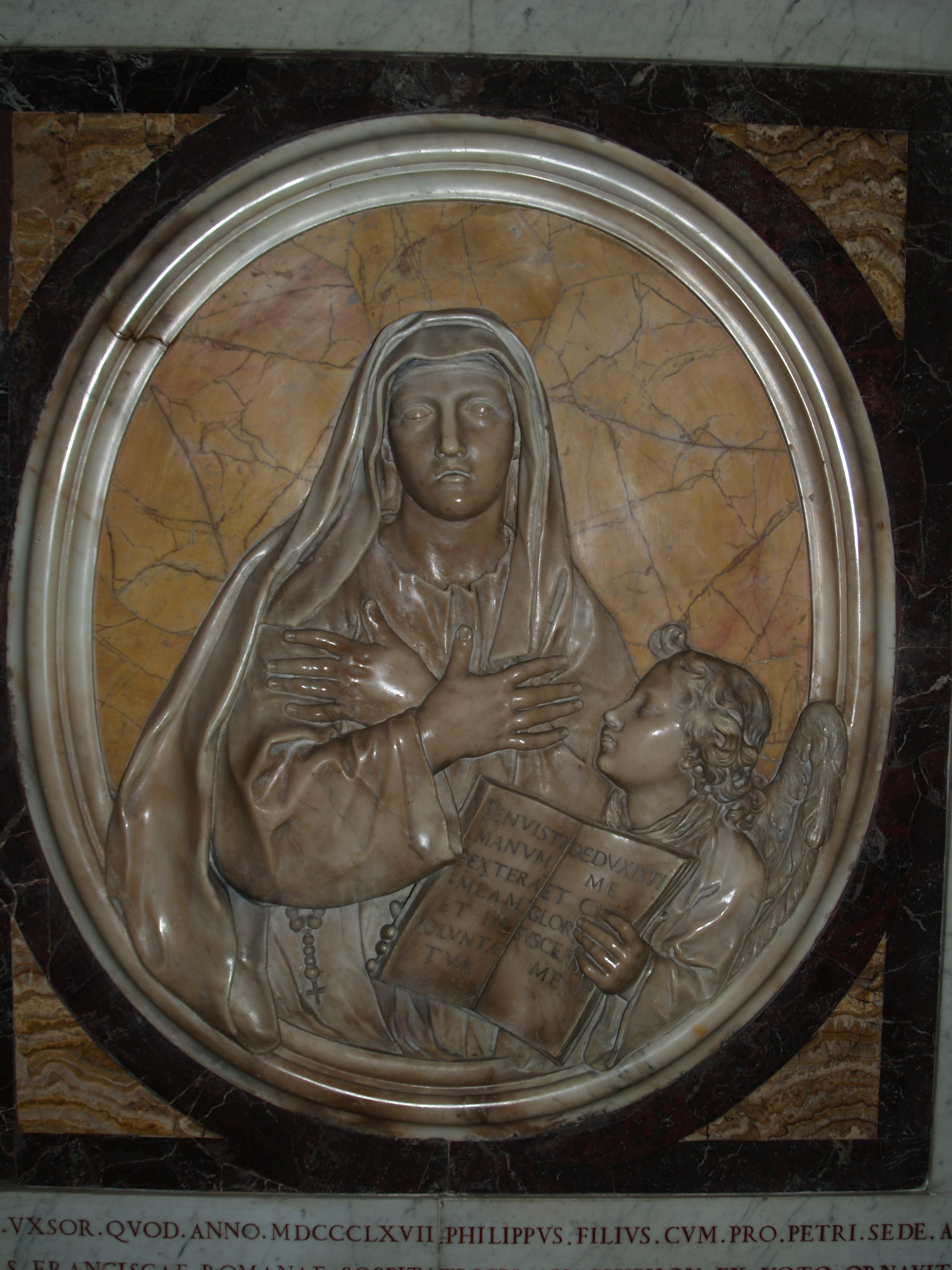
Эрколе Феррата. Святая Франциска Римская и ангел. Крипта церкви Санта-Франческа-Романа

Родилась в 1384 году в Риме, в знатной дворянской семье в семье благородного (nobilis vir) Паоло Бусса де Леони (Paolo Bussa de' Leoni, ум. 1401), жителя района Парионе в приходе Святой Агнессы на пьяцца Навона, и Джакобеллы де Роффредески (Jacobella de' Roffredeschis), принадлежавших к римским патрицианским семьям и находившихся в родстве с известными фамилиями Орсини и Савелли. Дом отца Франциски считался центром интеллектуальной жизни в Риме. Франциска в детстве читала книги по каноническому праву и жития святых, но её любимой книгой была «Божественная комедия» Данте. Согласно некоторым источникам Франциска мечтала о монашеском призвании.
Духовником Франциски был монах Антонио ди Монте Савелло (Antonio di Monte Savello) из ордена оливетанцев, состоявший при церкви Санта-Мария-Нова (ныне — Санта-Франческа-Романа) на Римском форуме, неподалеку от Колизея.
В 1396 году в возрасте 12 лет Франциску выдали замуж за благородного (nobilis vir) Лоренцо де Понциани (Lorenzo de' Ponziani), сына Андреоццо де Понциани (Andreozzo de Ponziani) и Чечилии Меллини (Cecilia Mellini), жителя района Трастевере в приходе церкви Санта-Чечилия-ин-Трастевере. Франциска переехала в дворец Понциани, где жила до смерти мужа в 1436 году вместе со свояком Палуццо (Paluzzo) и его женой Ванозза (Vannozza). Муж Франциски считался богатым человеком. На первом этаже дворца находились конюшни. Богатство мужа главным образом основывалось на разведении крупного рогатого скота на обширных пастбищах, которыми он владел или арендовал.
Отец и муж Франциски принадлежали к городской элите, когда Папа Бонифаций IX (1356—1404) в 1398 году вытеснил правящую группу горожан, состоящую из партий нобилей и популяров, то есть сторонников Иоанна и Николая Колонна и Павла Савелли, и заставил римлян отказаться от всех своих республиканских прав. Период 1394—1398 гг. был решающим в противостоянии между республикой и Папой. В 1395 году одним из трёх консерваторов, составляющих городской совет с судебными и административными функциями, был отец Франциски, в 1397 году — её дядя Симеоццо (Simeozzo). Будущий муж был одним из четырёх старшин (antepositi), составляющих верховный совет оружейного товарищества «Благополучная корпорация аркебузиров и щитоносцев».
Франциска вышла замуж против своей воли, ценой глубокого личностного кризиса, из которого ей удалось выйти благодаря видению святого Алексея. Франциска родила троих детей, двух сыновей и дочь. В 1400 году родился первенец Джованни-Баттиста (Giovanni Battista). Двое детей умерли в раннем возрасте от чумы. Младший сын Джованни (род. 1404) умер в возрасте 7 лет, дочь Агнесса (род. 1407) — в возрасте 6 лет. Воспитывала детей, занималась домом и слугами, помогала римским беднякам, жертвовала соседним храмам облачения и литургические сосуды. Отличалась добротой и отзывчивостью. Самоотверженность Франциски была отмечена Папой Бонифацием IX, после чего Франциска с большим рвением стала заботиться о больных и стариках из бедных слоёв общества.

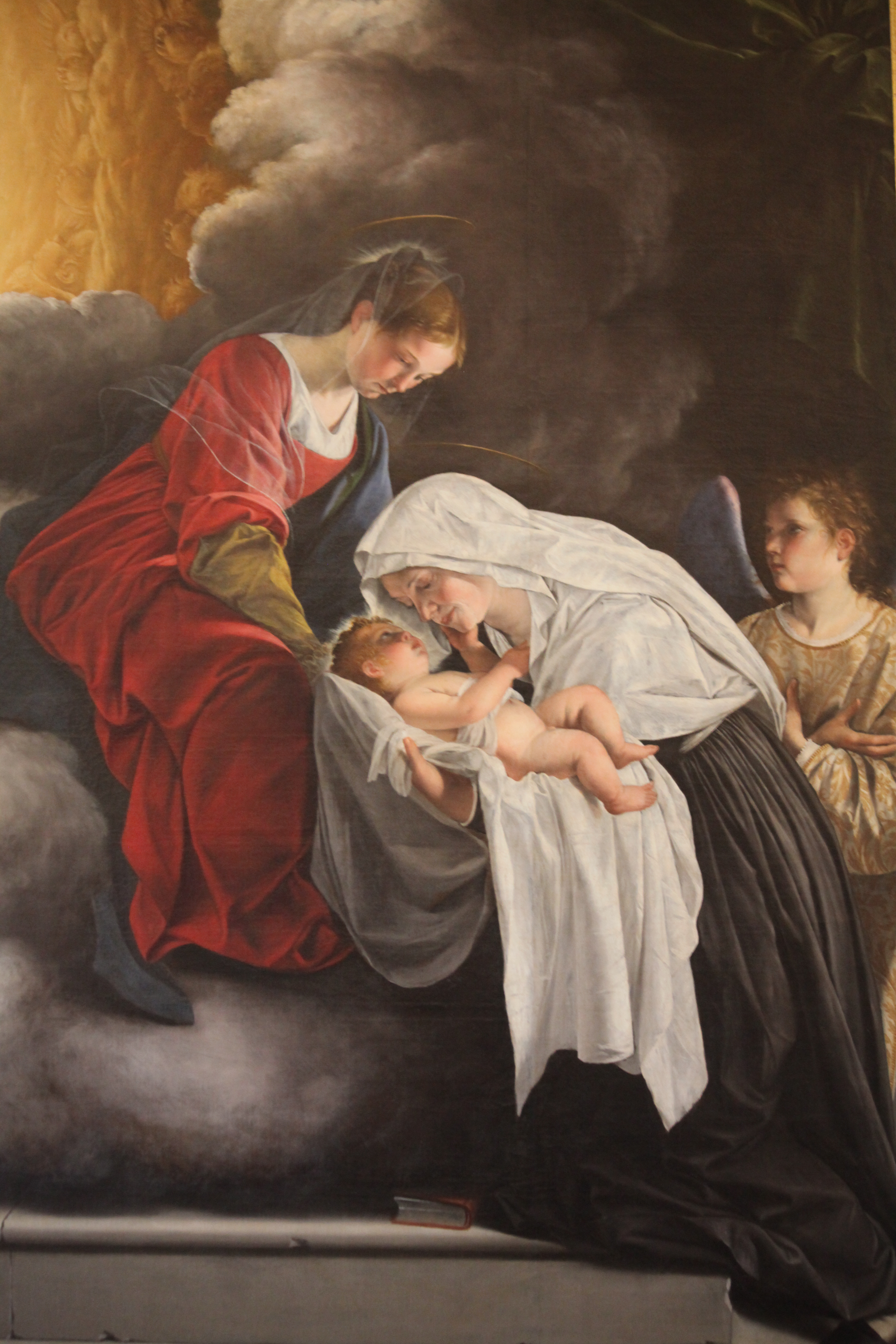
Орацио Джентилески. Видение святой Франциски Римской. 1620, Урбино, Национальная галерея Марке

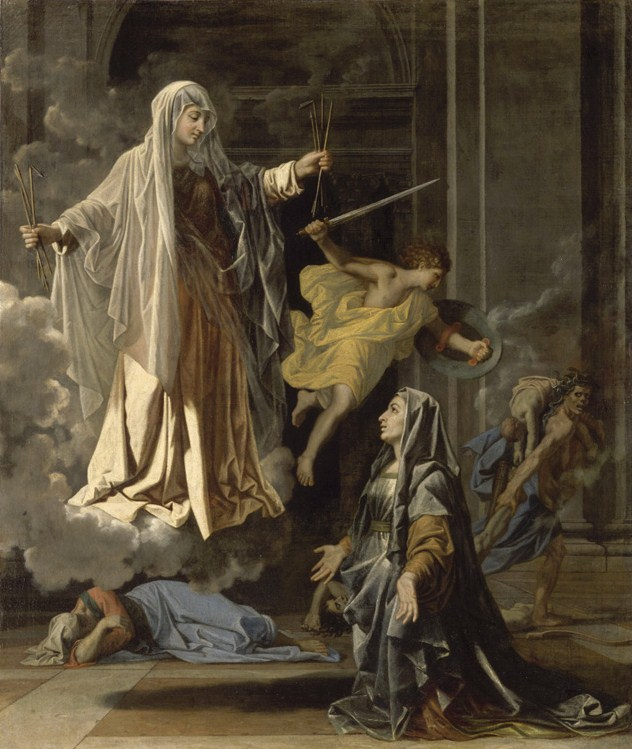
Никола Пуссен. Видение святой Франциски Римской с возвещением об окончании чумы. 1657. Лувр, Париж

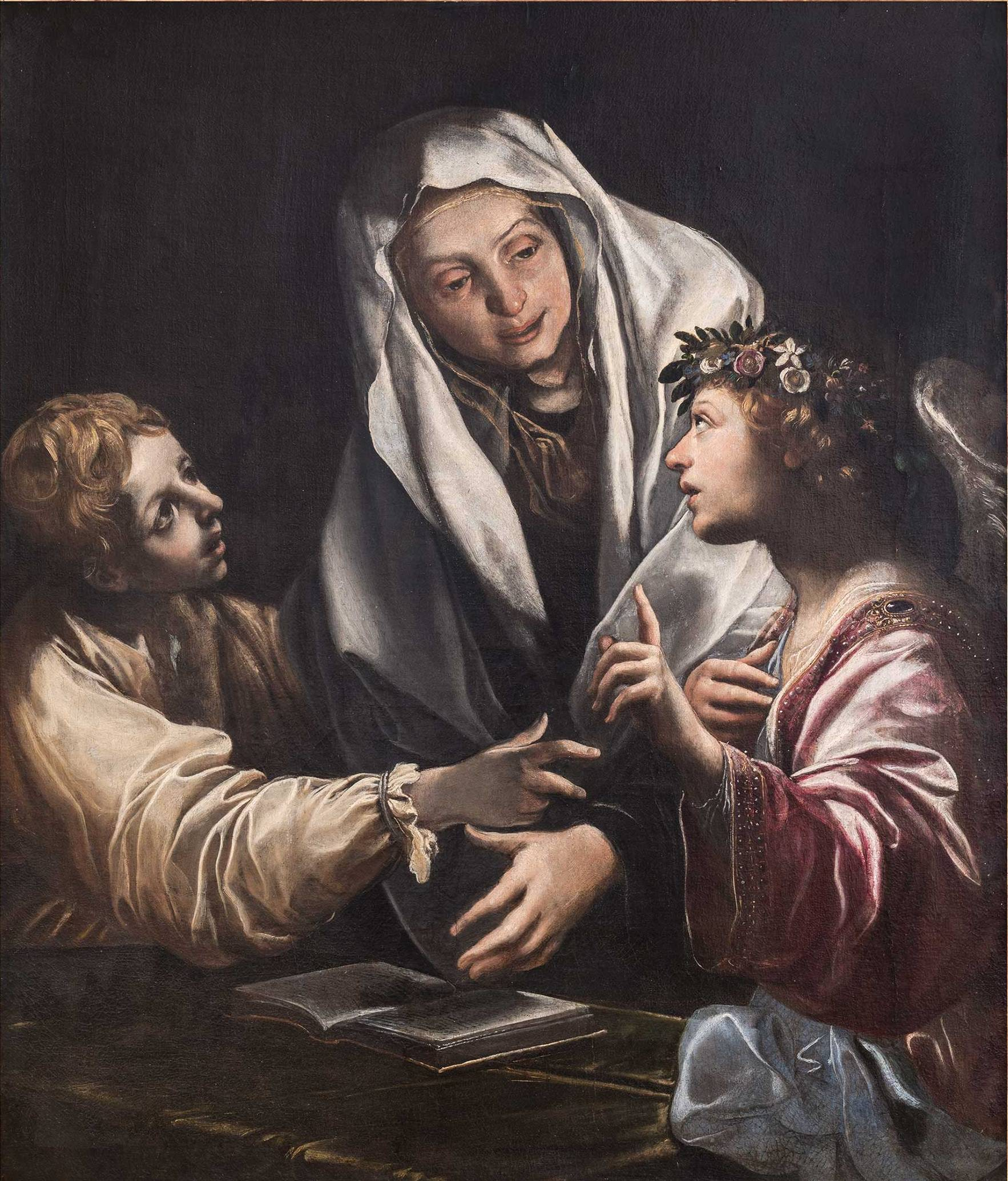
Алессандро Тиарини. Видение святой Франциски Римской. Палаццо Маньяни, Болонья

В это время происходил Великий западный раскол (1378—1417). 9 августа 1407 года Рим покинул Папа Григорий XII. Муж был тяжело ранен во время волнений в городе, до конца жизни остался инвалидом и нуждался в лечении и заботе жены. Дворец Понциани был разграблен в апреле 1408 года, когда Рим заняли войска короля Неаполя Владислава. Муж был арестован и изгнан из города, а сын взят в заложники. Её муж вместе со своим родственником полководцем Паоло Орсини выступал на стороне антипапы Иоанна XXIII (1410—1415) против Владислава. В этот период Франциска занялась благотворительностью, раздавала беднякам еду и одежду. Во время эпидемии чумы в 1413—1414 гг. Франциска ухаживала за больными в госпитале Св. Цецилии, Святого Духа в Сассия, Санта-Мария-ин-Капелла и других.
В 1417 году закончился раскол, Папой стал Мартин V. Муж и сын вернулись домой. По обоюдному согласию с мужем Франциска стала жить целомудренной жизнью в браке.
Духовником с 1425 года (по другим данным с 1429 или 1430 года) после смерти монаха-оливетанца Антонио был Джованни Маттиотти (Giovanni Mattiotti), настоятель церкви Санта-Мария-ин-Трастевере. С настоятелем церкви Санта-Чечилия-ин-Трастевере, ближайшей к дворцу Понциани, Франциска не смогла установить доверительных отношений, он был против того, чтобы богатая и знатная женщина часто причащалась. Маттиотти сдерживал Франциску в ношении власяницы, умерщвлении плоти и строгих постах.
В апреле 1432 года Маттиотти получил от Франциски задание передать Папе Евгению IV сообщение. В декабре 1431 года Папа Римский официально объявил о роспуске Базельского собора, что вызвало раскол. Франциска умоляла его смягчить его непримиримость и найти путь диалога с мятежными епископами. Также Франциска выступала в 1434 году против репрессий в отношении римской республики, которыми руководил кардинал Джованни Вителлески.
Вокруг Франциски собралась группа женщин, стремившихся жить в аскетической бедности и вести общественно-благотворительную деятельность. 15 августа 1425 года Франциска основала для них общину при церкви Санта-Мария-Нова, под духовным покровительством ордена оливетанцев. В общину вошли девять знатных римских женщин. Эта община дала начало Конгрегации бенедиктинок-облаток, одобренной Папой Евгением IV в 1433 году. Устав общины был утверждён Папой Евгением IV в 1444 году, уже после смерти Франциски. В 1425—1433 гг. облатки жили в своих домах. В 1433 году облатки приобрели дом в районе Кампителли на склоне Капитолия и незамужние или вдовые женщины стали жить в монастыре Тор-де-Спекки (Tor de' Specchi). Маттиотти стал капелланом (священником, осуществляющим пастырское попечение над общиной) и исповедником общины. После смерти сына и мужа в 1436 году Франциска вступила в конгрегацию. Облатки соблюдали целомудрие (воздержание), бедность, послушание, но не в форме монашеских обетов, а в виде личной приверженности: они оставались в мире. Немонашеский характер позволил пережить общине закрытие монастырей в королевстве Италия в 1870 году. В 1594 году к общине присоединена церковь Санта-Мария-де-Курте.
Умерла 9 марта 1440 года в дворце Понциани, в возрасте 56 лет. Похоронена под алтарём в церкви Санта-Мария-Нова. С 1441 года в церкви Санта-Мария-Нова праздновалась память Франциски.
Духовный наставник Маттиотти был активным участником первых двух процессов канонизации Франциски, которые по просьбе оливетанцев и с разрешения Папы Евгения IV проходили в 1440, 1443 и 1451 годах и на которых 68, 40 и 130 свидетелей были заслушаны соответственно. В 1440—1443 годах Маттиотти написал на итальянском языке первую биографию Франциски. Не позднее 1447 года был выполнен перевод на латынь, автограф хранится в архиве монастыря Тор-де-Спекки. Сочинение Маттиотти представляет собой не житие. Корпус Маттиотти состоит из пяти трактатов о жизни Франциски, её видениях, борьбе с дьяволом, а также краткого эпилога, посвящённого её смерти. Франциска неоднократно имела видения, в том числе чистилища и ада, ей также являлись ангелы и Дева Мария с Младенцем Иисусом на руках (в одном из видений Богородица передала Младенца Франциске). Латинский перевод отличался от оригинала и носил более официальный характер. На процессе 1451 года, проходившем под покровительством оливетанцев, при активном участии отца Ипполито (Ippolito da Roma), настоятеля церкви Санта-Мария-Нова, появился более кодифицированный и институциональный портрет Франциски, совершенной святой, уважающей авторитет Церкви и абсолютно ортодоксальных взглядов. Профиль был основан на легенде, написанной отцом Ипполито, который предложил портрет, совершенно отличающийся от того, который предлагал Маттиотти. Исторически неудовлетворительным является самое распространенное и позднее житие Франциски, написанное президентом облаток Марией Магдалиной Ангильерой (Maria Magdalena Anguillara, ум. 1644).
- Монастырь Тор-де-Спекки[англ.] в Кампителли

Монастырь Тор-де-Спекки в Кампителли
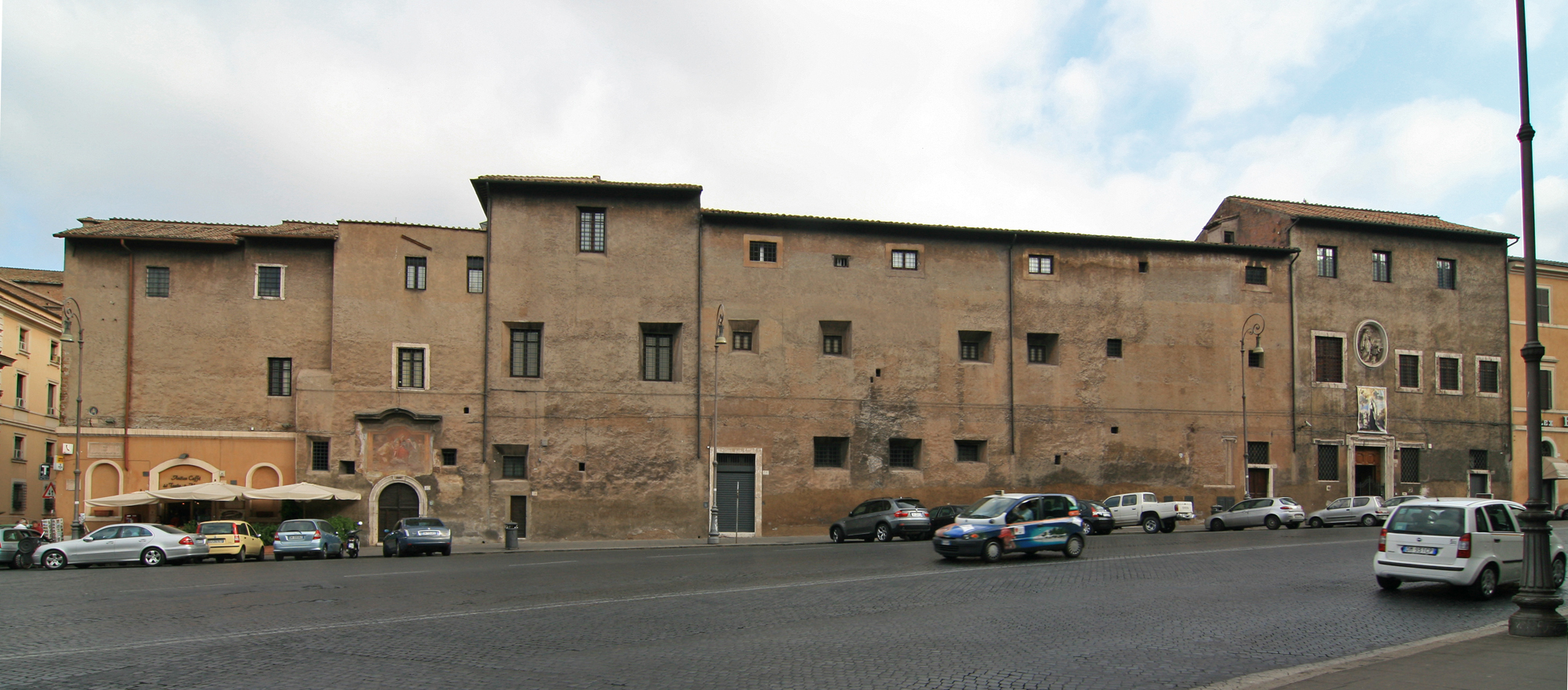
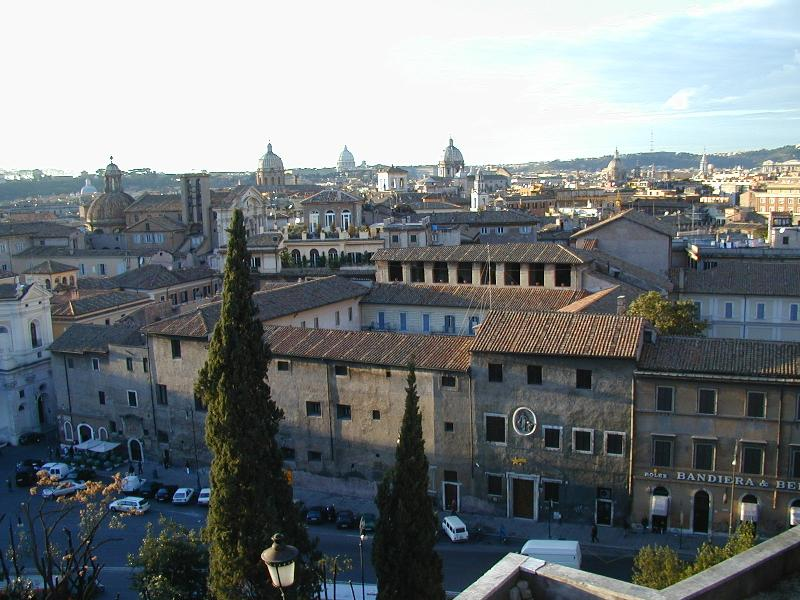
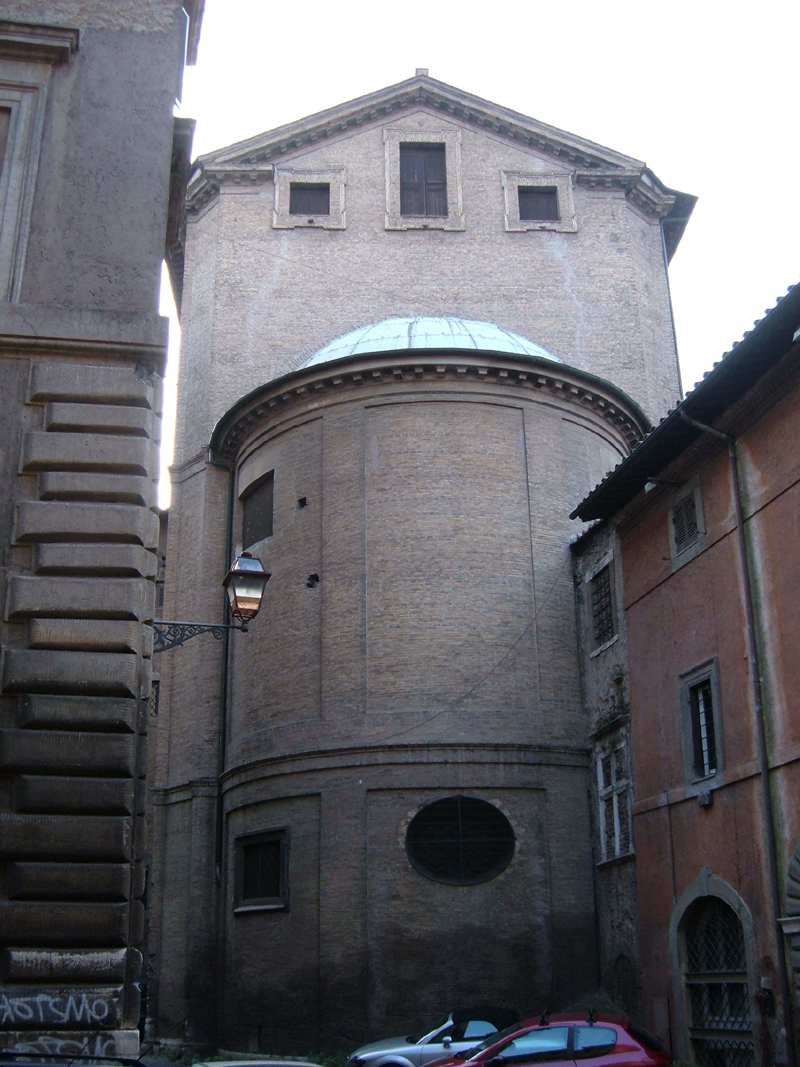

Работа Маттиотти имела ограниченное распространение, оставаясь прежде всего связанным с монастырём Тор-де-Спекки. Во второй половине XV века облатки заказали два цикла фресок, которые представляют иллюстрации произведений Маттиотти. Цикл 1468 года в древней часовне монастыря Тор-де-Спекки, приписываемый Антониаццо Романо, в 26 сценах воспроизводит историю чудес и видений. Второй цикл монохромных фресок в зеленоватой терракоте, выполненный анонимным художником, датируется 1485 годом и состоит из 10 сцен, непосредственно навеянных борьбой с дьяволом.
На фресках 1468 года святая Франциска изображена всегда одетая в черное платье и белую вуаль, а иногда — как это будет принято в последующих изображениях — с ангелом-хранителем и книгой (вероятно, из-за иконографического атрибута ангела-хранителя с 1925 года стала покровительницей автомобилистов). Есть ещё шесть изображений святой, датируемых XV веком. Фреска в церкви Санта-Франческа-Романа упоминается уже в 1448 году. Три иконы, в настоящее время находящиеся в Балтиморе и Нью-Йорке, датируются серединой XV века, и, следовательно, старше, чем фрески 1468 года.
В 1994 году в Ватикане опубликовано критическое издание работы Маттиотти.
День памяти святой установлен Папой Александром VI (1492—1503). С 1521 года вошло в обычай приносить 9 марта в дар церкви Санта-Мария-Нова золотую чашу и патену в дар Франциске, которая стала почитаться как небесная покровительница Рима. В 1510 году Папа Юлий II дал разрешение испанке создать общину, подобную облаткам Франциски, в Алькала-де-Энарес. Канонизации Франциски добивались облатки, оливетанцы и римляне. В 1604 году возобновился процесс, основанный на свидетельствах 1451 года. Канонизирована буллой Папы Павла V (1605—1621). Торжественная церемония, посвящённая канонизации, состоялась 29 мая 1608 года в ватиканском соборе Святого Петра. Память Святой Франциски Римской — 9 марта. Мощи Франциски находятся в хрустальном саркофаге при главном алтаре в церкви Санта-Франческа-Романа.

Роспись монастыря Тор-де-Спекки в Кампителли
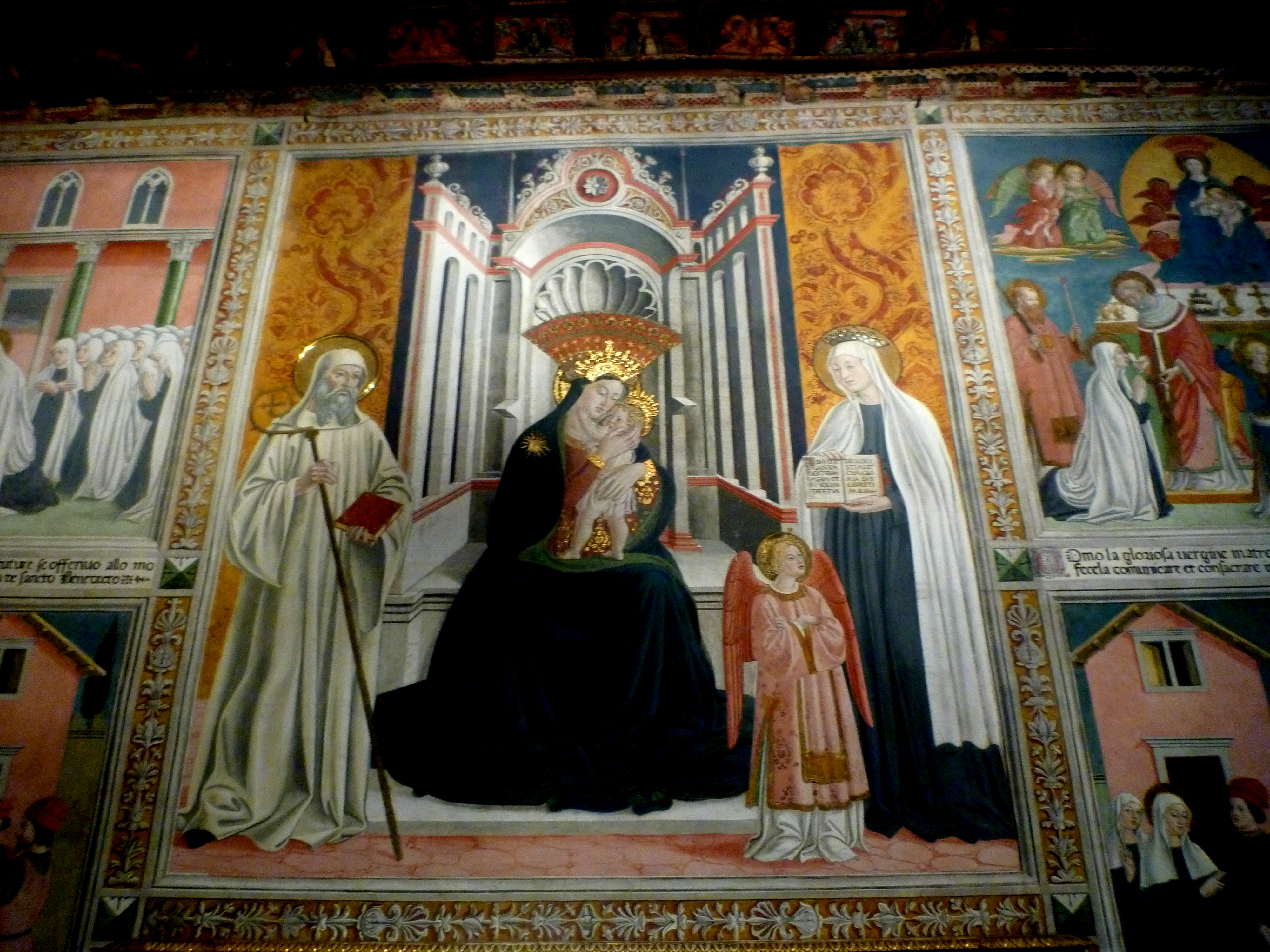
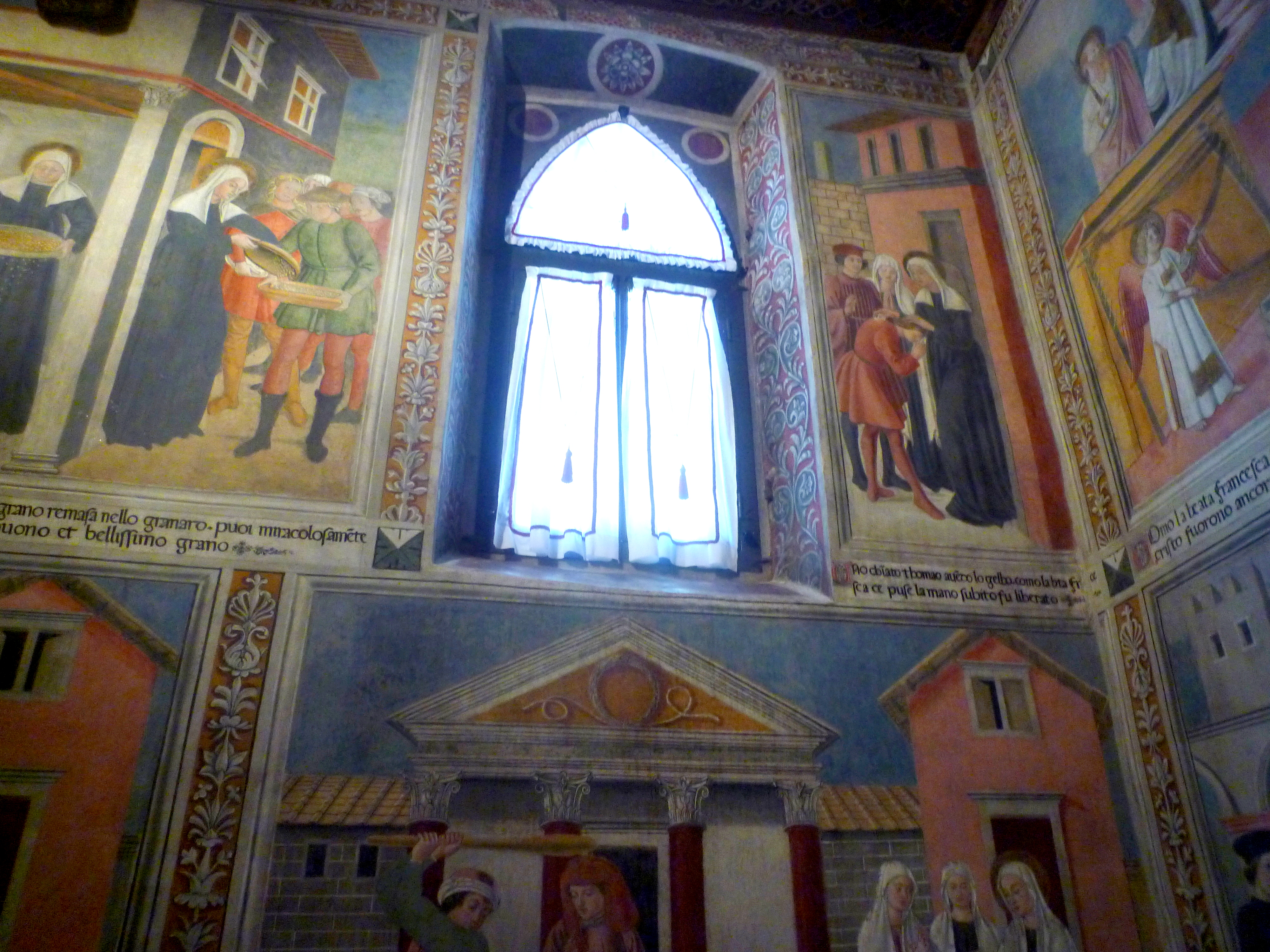
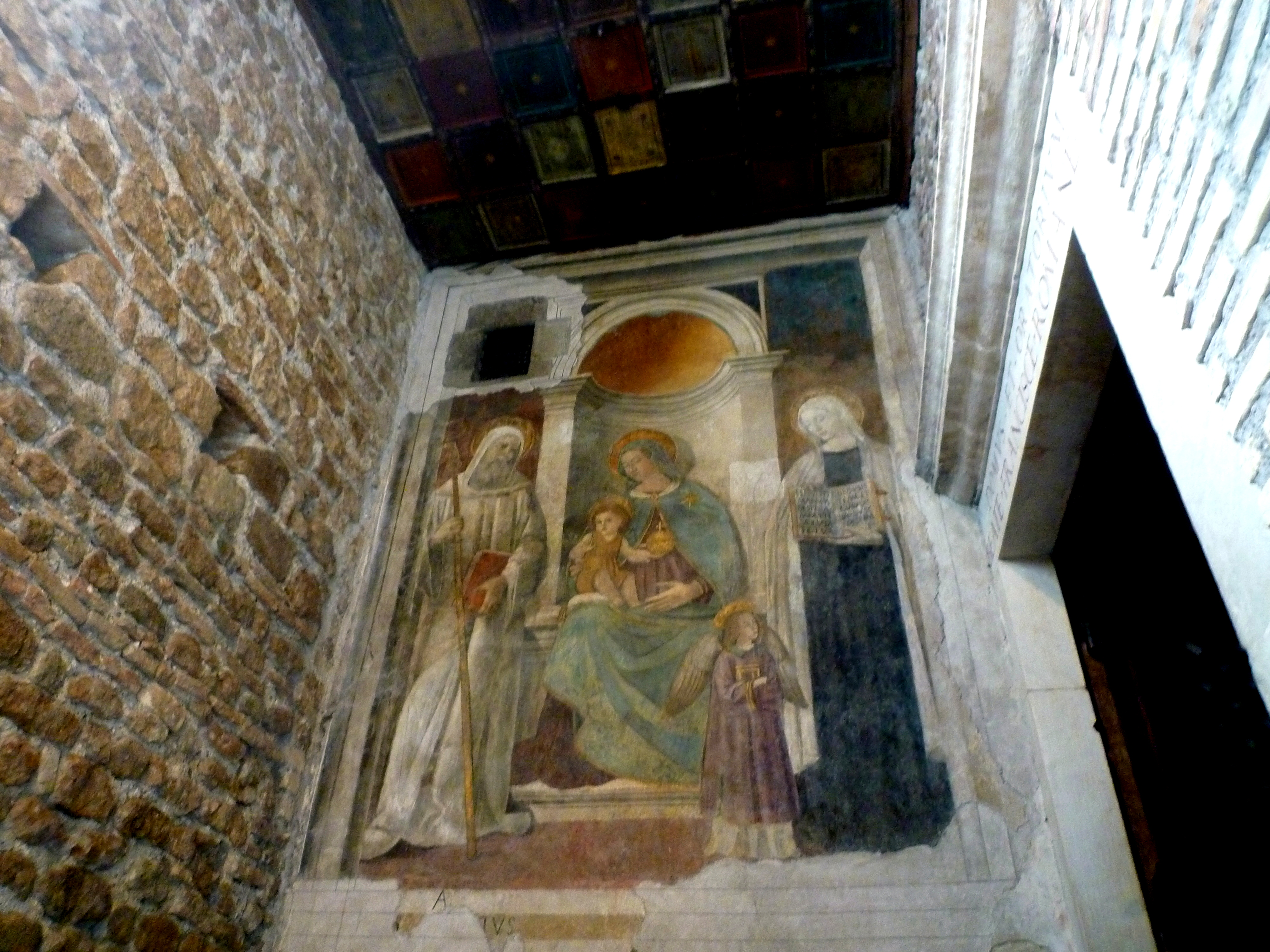

- Роспись монастыря Тор-де-Спекки[англ.] в Кампителли